# Bonita mexicana
Bonita mexicana is een krabbensoort uit de familie van de Pinnotheridae. De wetenschappelijke naam van de soort is voor het eerst geldig gepubliceerd in 2009 door E. Campos.